# 足利義栄
足利 義栄（あしかが よしひで）は、室町幕府の第14代征夷大将軍（在職：永禄11年（1568年）2月 - 9月/10月）。初名は義親（よしちか）。

## 生涯

### 前半生
天文7年（1538年）、平島公方・足利義維の長男として、阿波国平島荘で誕生した。母は周防の守護大名・大内義興の娘。
義栄の父・義維はかつて堺公方と称され、一時は畿内を制圧し、現職の将軍・足利義晴と並び立つ存在であった。だが、義晴や細川晴元に敗れたために畿内を離れざるを得ず、阿波平島に逼塞していた。
義栄は畿内復帰の野望を燃やす父とともに少年時代を過ごしたが、その詳細は全く不明である。
折しも、京都においては、義栄の従兄弟である13代将軍・足利義輝と三好長慶が争っていたが、長慶が義維や義栄を擁立することはなく、中央の政治に関わることはなかった。義栄は室町幕府の本拠地である京都を見たことがなく、有力な将軍候補としては期待されていなかった。
このように、義栄は日の目を見ずに生きており、このまま阿波で逼塞して、ひっそりと死去すると考えられていた。
とはいえ、義維・義栄父子の側近である畠山維広（安枕斎守肱）は、阿波三好氏の当主・三好実休とともに堺の豪商の茶会にたびたび出席しており、阿波三好氏との友好関係が構築されていた。実休はかつて、阿波守護・細川持隆（氏之）を殺害していたため、守護家を上回る権威を持つ平島公方に接近し、その関係を重視したと考えられる。そして、三好本宗家が義輝の排除に動く一方、阿波三好氏は平島公方と関係を結び、ひいてはその擁立に動くことになった。

### 永禄の変と三好氏の思惑

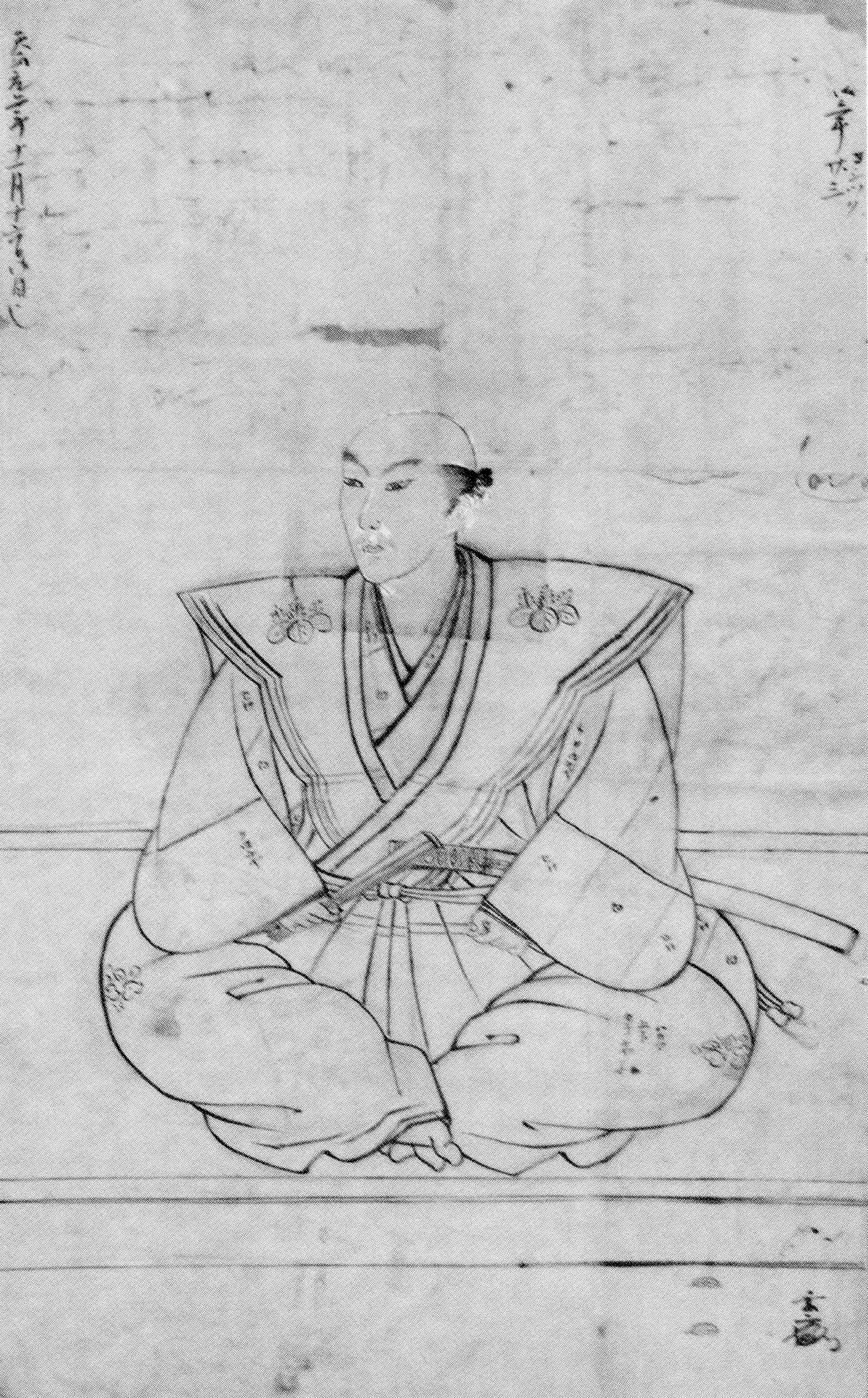
三好義継像（京都市立芸術大学芸術資料館蔵）

永禄8年（1565年）5月19日、将軍・足利義輝が京都の二条御所において、三好義継や三好三人衆（三好長逸、三好宗渭、岩成友通）、松永久通らによって殺害された（永禄の変）。
この事件に関して、公家の山科言継は阿波にいる義栄を将軍に擁立するために起こしたものではないか、と自身の日記に記している。宣教師ルイス・フロイスも同様に、義栄を将軍にするために起こしたと見ていた。また、宣教師ガスパル・ヴィレラは8月2日付けの書状で、義継と久通がキリシタンを追放しているため、宣教師たちが阿波に赴き、上洛を目論んでいる義栄や阿波三好氏の宿老・篠原長房に対し、キリシタンが京都に復帰できるように許可を得ようとしている、と伝えている。
当時は有力な戦国大名たちが大義名分のため、足利将軍家の人物を擁立して戦うのが常であった。そのため、公家や宣教師らが義輝の殺害によって、義栄を新たな将軍に擁立しようとしていると考えても不思議ではなかった。
だが、近衛家に近い梅仙軒霊超は伊予の河野通宣に対して、5月26日付の書状で義輝の死を伝えており、霊超自身は義栄を擁立するつもりで疑っているものの、世間ではとくにそういった風聞がないと記している。実際、義栄が畿内に渡海するのは事件から1年4ヶ月後のことであり、三好方は義栄と事前に相談や準備をしていたとは考えにくく、義栄の擁立は当初想定されていなかった可能性が高い。また、義栄の父・義維はかつて畿内では将軍格として扱われたが、地方では相手にされず、同じく影響力を持たない義栄をわざわざ擁立する意味も見出しにくく、義栄が義輝に代わりうる存在だったのかは疑問が残る。
三好氏の当主・三好義継は義輝を討った直後、自身の名を「義重」から「義継」に改名しているが、これには大きな政治的な意味があったとされる。それは、三好氏が「義」を通字とする将軍家を「継」ぐという意思表明でもあった。義継は足利将軍家の擁立を放棄し、自らが将軍になることを意識したか、あるいは足利将軍家に依存しない政治体制の構築を目指したとされる。
とはいえ、義継ら三好氏は足利将軍家との縁を断ち切ることはできなかった。そして、この事件により、阿波で逼塞していた義栄の人生は大きく変わることになった。

### 畿内での戦い

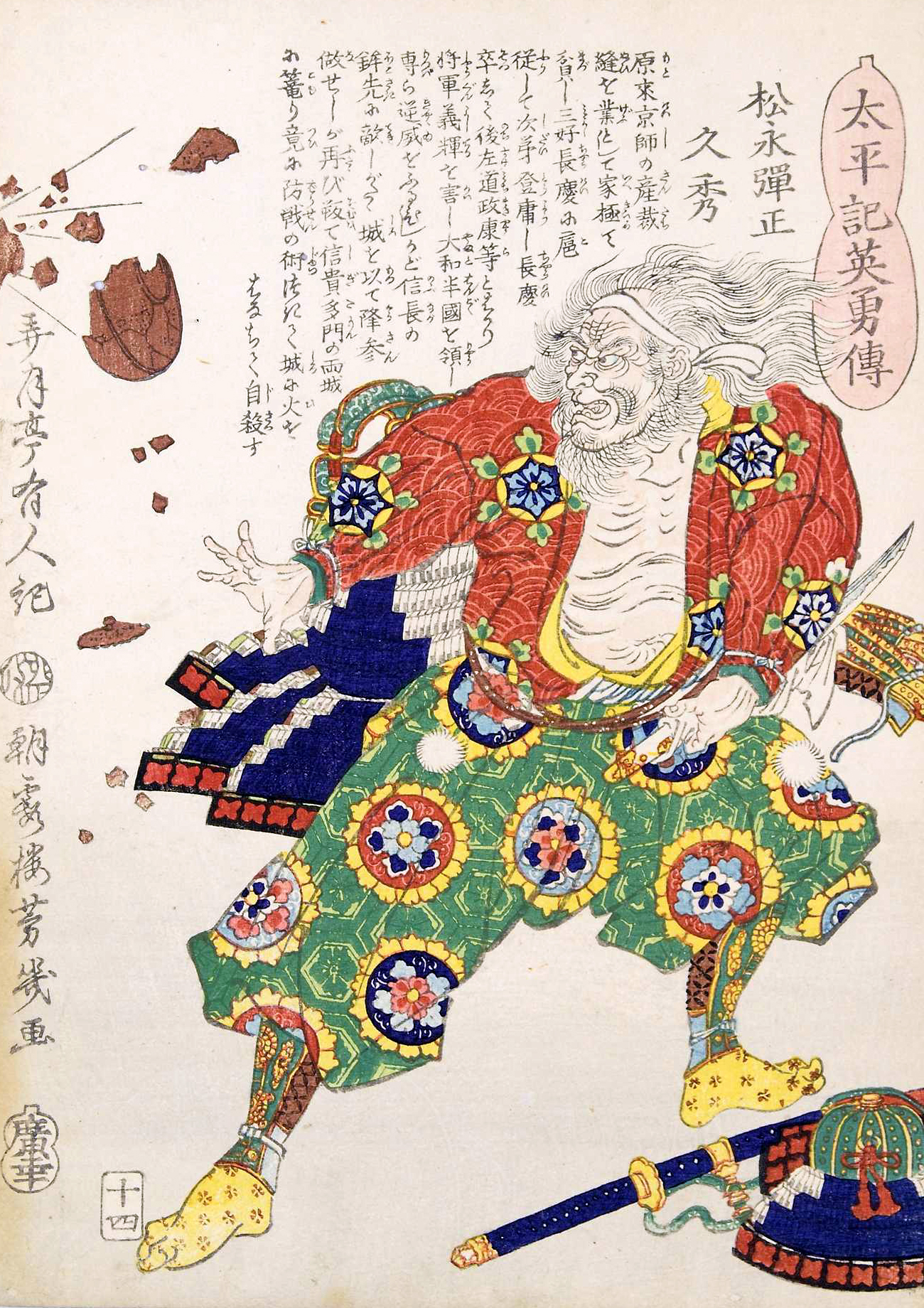
松永久秀像（落合芳幾画）

変後、公家や奉公衆が三好方に抵抗することもなく、義継ら三好氏の目論見は成功したかのように見えた。だが、松永久秀が調略にはまり、7月28日に義輝の弟・一乗院覚慶（足利義昭）を南都興福寺から逃がすことになった。
8月27日、久秀の弟で丹波の支配を行っていた内藤宗勝が戦死し、三好方は丹波を失ってしまった。義昭は各地の大名らに上洛の支援を求め、反三好側の陣営はにわかに活発になった。
11月16日、三好長逸は三好宗渭や岩成友通とともに飯盛山城に入り、義継に失態続きの久秀を見放すように迫った。これは阿波三好氏の三好康長と打ち合わせた上で行われたものであった。
義継は要求に応じざるを得ず、松永久秀・久通父子は三好方から追放された。これにより、久秀の地位は岩成友通に受け継がれ、三好本宗家は三好三人衆が当主・義継を支える新体制になった。だが、久秀と久通は追放された後、足利義昭を旗頭とする織田信長や畠山秋高、武田義統、上杉輝虎（謙信）、朝倉義景の陣営に入った。
永禄9年（1566年）2月、三好方と松永久秀、畠山秋高方との間で戦いが始まった。三好方は京都や堺、芥川山城、飯盛山城を確保したが、全体的には劣勢になった。また、久秀の守る筒井城には、尾張の国衆、つまり信長の援軍が籠城していた。
4月21日、対立候補の義昭が義栄の先を越す形で、朝廷から従五位下・左馬頭に叙任された。左馬頭は次期将軍が就く官職であり、朝廷が義栄より先に義昭を任じたことは、義昭を正統な後継者として認識していた可能性が高い。義継や三好三人衆はこの劣勢を覆すため、義栄を庇護する阿波三好氏との連携に踏み切った。
6月、義栄は阿波の諸将に擁されて、阿波から淡路の志知に進み、四国一円に軍勢催促を行った。これにより、阿波三好氏の宿老・篠原長房が先陣として2万5千の兵を率いて渡海し、兵庫浦へ上陸、西宮に布陣した。
6月から7月にかけて、長房の軍勢が摂津や河内の松永方の諸城を落としたため、畠山氏や根来寺が三好方に和睦を申し入れた。フロイスの6月30日付の書状では、義栄が京都を支配し、長房がキリシタンを保護することを期待している旨が記されている。
9月23日、義栄は畿内へと渡海し、父の義維、弟の義助とともに摂津の越水城に入城した。他方、29日には義昭が朝倉義景を頼り、越前に向かった。このとき、義維は病身であったため、義栄が将軍就任に向けた活動を行った。
10月4日、義栄は将軍に就任していないにもかかわらず、伊予の河野通宣に対し、将軍が発給する御内書を下した。その内容は、京都を平定したので上洛すると伝え、忠誠を求めるものであった。また、通宣の家臣・村上通康に対しても、同様の御内書が発給されている。この発給に関しては、篠原長房が阿波や讃岐から大軍を率いて畿内に出兵していたため、その背後の安全を確保する意味合いがあった。
10月3日、義栄は朝廷に対する工作として、太刀や馬を献上した。これに対し、11日に朝廷は武家伝奏の勧修寺尹豊を義栄のもとに派遣した。朝廷は義栄が畿内を制圧したとして、その存在を認めざるを得なくなっていた。
12月7日、義栄は摂津の越水城から富田荘の普門寺に移った。その後、篠原長房が越水城に入城し、畿内における活動拠点とした。
12月24日、義栄は朝廷に従五位下・左馬頭への叙任を求め、28日にこれを許された。これにより、義栄は官位においても、義昭と対等になり、名実ともに将軍候補となった。『足利季世記』では、長房や阿波の諸将の歓喜の様子が記されている。
永禄10年（1567年）正月5日、義栄は朝廷から消息宣下を受け、正式に叙任されるとともに、自身の名をそれまでの「義親」から「義栄」に改名した。事実上、朝廷は義栄の将軍就任を認めていた。
2月16日、三好義継が松永久秀のもとに逃げる、つまり義昭陣営に与するという事件が起きた。その理由としては、義栄が三好方に迎え入れられたことにより、義継が三好三人衆らに冷遇され、彼らからの離反をそそのかされたことにあった。また、三好本宗家の内紛が分家格の阿波三好氏によって解決されたことにより、義継はその主導権を失い、不満を募らせていたとも考えられている。これにより、義栄の目算が狂い始めた。
2月22日、公家の山科言継が義栄の将軍宣下を担当するよう、内々に打診されている。
4月6日、義継と久秀が大和の信貴山城に入城し、12日には多聞山城に入城した。これに対し、三好三人衆は大和の筒井順慶の協力を得て、18日に1万余の軍勢で大和に出兵した。このとき、長房は義栄の警護のため、出兵に加わらなかった。
4月24日、義継・久秀の軍勢と三好三人衆・筒井氏の軍勢が興福寺内において、鉄砲を撃ち合った。両軍は東大寺に陣取り、南都において市街戦を繰り広げた。
5月6日、義栄は松田藤弘と中沢光俊の両名による奉行人連署奉書を発給し、新善法寺照清を石清水八幡宮の社務職に補任しようとした。当時、社務職は将軍の代替わりによって交替しており、義栄は将軍としての実績を積み重ねようとしたと考えられる。だが、現職の田中長清がこれに激しく反発し、朝廷に義栄が将軍ではないことを訴え、11日に朝廷も義栄を制止した。だが、義栄は朝廷の命令を無視し、17日に奉行人連署奉書を再度発給し、照清の補任を強行した。
8月25日、久秀は飯盛山城を守っていた三人衆方の松山安芸守を調略で寝返らせ、9月には畠山氏や根来寺の援軍を受けるなどして、多聞山城に籠城しつつも反撃の機会を狙っていた。
10月10日、久秀は東大寺に布陣する三好三人衆の陣に夜襲をかけ、これを打ち破った。その際、東大寺大仏殿が兵火によって焼失した（東大寺大仏殿の戦い）。
だが、戦況は三好三人衆と篠原長房に摂津・河内・山城では有利であり、義継と久秀の反抗を封じ、大和に追い詰めていた。とはいえ、大和と河内においては、依然として松永勢との戦いが繰り広げられた。

### 将軍就任と幕府の構築

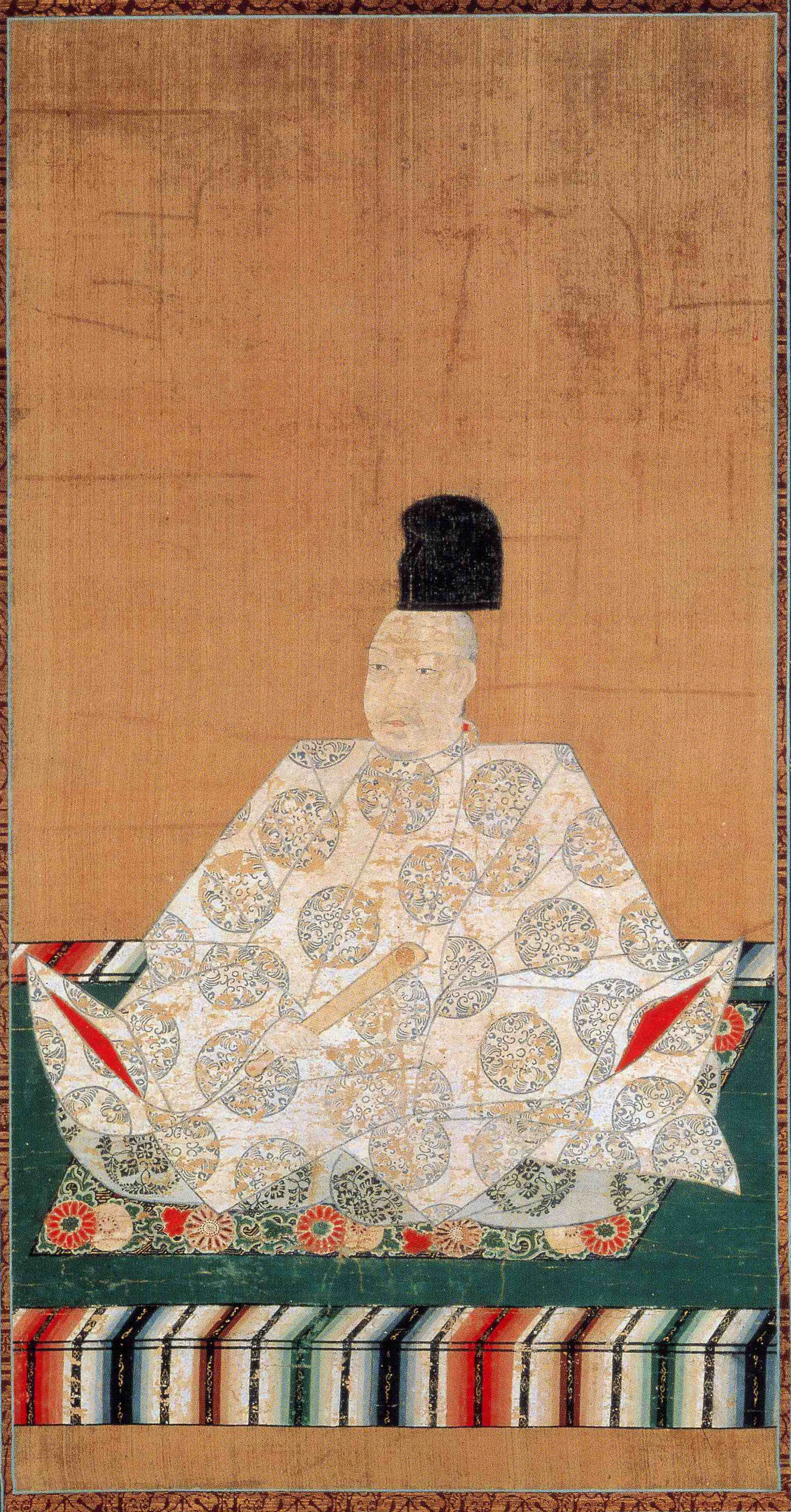
正親町天皇像（京都・泉涌寺蔵）

11月3日、朝廷は勧修寺晴右と山科言継を摂津の富田に下向させた。一方、義栄も側近の畠山維広、三好三人衆方の伊勢貞助らを入京させ、将軍宣下の準備を進めたが、朝廷からの献金に応じられず、将軍宣下を拒否された。
12月11日、義栄は膠着状況を打開するため、自身の妹を正親町天皇の嫡子・誠仁親王に嫁がせようと動いた。だが、このような形での公武合体はそれまでに先例がなく、朝廷に却下された。
永禄11年（1568年）正月、義栄は先代の義輝に追放されていた伊勢貞為を、政所執事の座に復帰させた。かつて、政所執事は義輝が摂津晴門を登用するまで伊勢氏に独占されていたが、義栄は伊勢氏を復帰させることでかつての体制を復活させ、自身が政権を担えることを朝廷や世間に主張したと考えられる。
正月2日、阿波三好氏の当主・三好長治が応援のため、阿波から軍勢を率いて畿内に渡海した。長治が混乱を鎮めたことにより、義栄も態勢を立て直した。
正月19日、義栄が朝廷に年頭の御礼を申し上げると、朝廷はこれを認め、義栄の将軍就任が決定的になった。
2月6日、義栄は朝廷に対し、将軍宣下のための費用を献上した。だが、その中に悪銭が多く混じっていたことから、受け取りをめぐって騒動があった。
2月8日、義栄は朝廷から征夷大将軍に任じられ、室町幕府の第14代将軍となった。篠原長房ら阿波の諸将にとって、義栄の将軍就任は長年の宿願の達成であった。事実、義栄の将軍就任に一番熱心だったのは、長房であった。
2月13日、義栄は上洛することなく、朝廷からの宣旨を受け取った。このとき、宣旨を富田に持参したのが山科言継であり、2月2日に庭田重通から義栄の将軍宣下を手紙で知らされたこと、2月13日に富田に着いたことなどの経緯が、日記である『言継卿記』に書かれている。
2月18日、伊勢貞為は義栄の命令として、大舘輝光や畠山維広、一色輝清、伊勢貞知、伊勢貞連、三好長逸、細川駿河入道、畠山伊豆守、畠山孫六郎、荒川三郎らに対して、御供衆として参勤するように伝えている。義栄は越前の足利義昭に先んじる形で自らの幕府を発足させ、義栄を中心とした体制が急速に出来上がりつつあった。
2月26日、堺の豪商・津田宗及の天王寺屋大座敷において、三好長逸や三好宗渭 、三好康長、篠原長房、篠原自遁ら150人が一堂に会し、大宴会が終日催された。宴会の目的は定かではないが、義栄の将軍就任の祝賀会であったと考えられる。
4月、三好長逸と織田信長がこの頃より、直接連絡を取り合うようになった。稲葉一鉄の家臣・斎藤利三が上洛し、長逸に音信や贈物を行ったが、長逸はこれを喜び、利三に自身の考えを伝えたうえで、信長への取り成しを一鉄に依頼した。長逸をはじめとする三好三人衆は松永久秀への対抗上、義栄や長房と組んだにすぎず、長逸と長房は義栄を擁する立場にありながら、大きな温度差があった。
5月、義昭の動向が畿内に伝わり、久秀の動きが活発になった。これに対抗するため、同月に筒井順慶が篠原長房と同盟を結んでいる。

### 敗北と最期

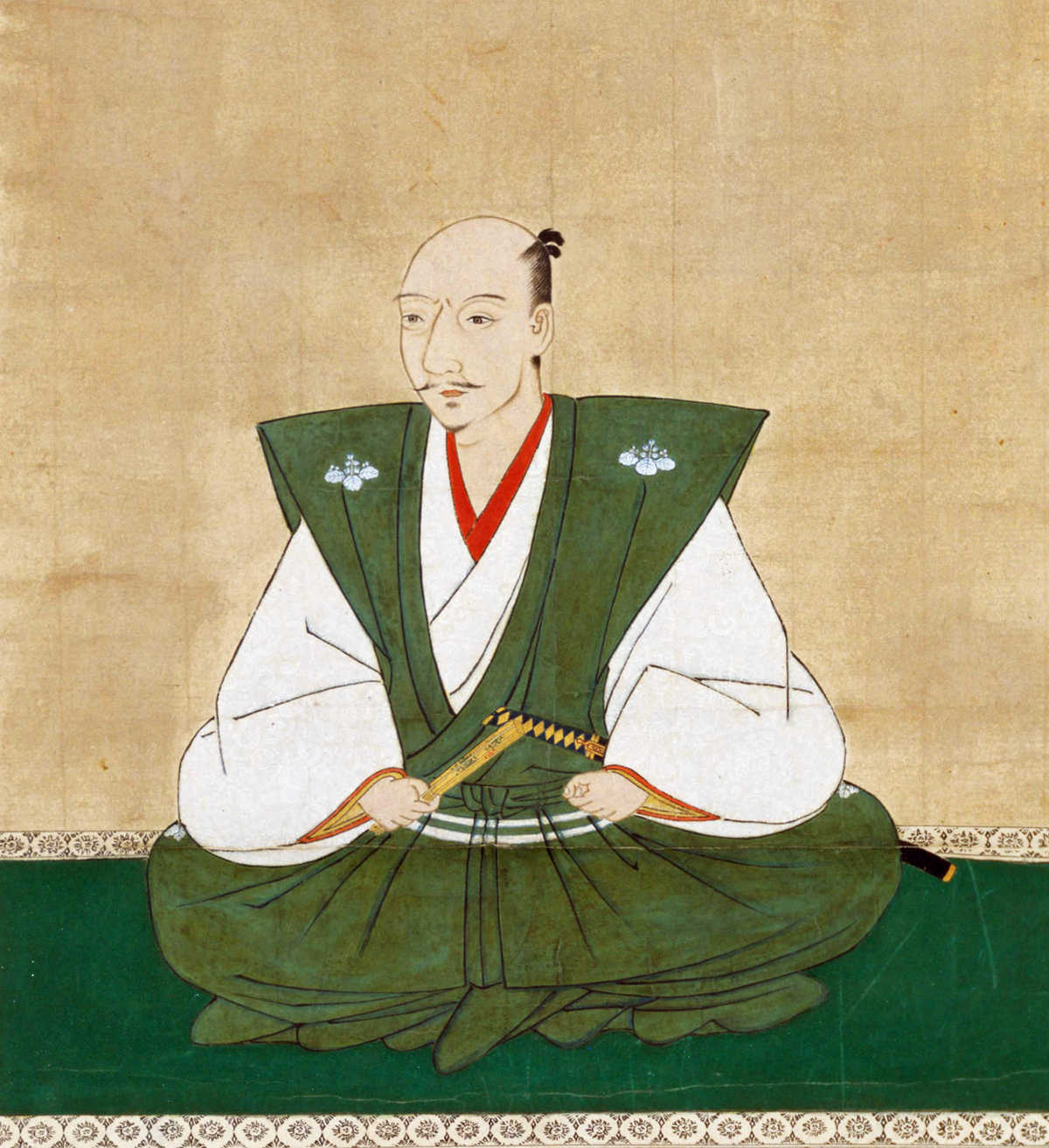
織田信長

7月、義昭が織田信長を頼って、越前から美濃の立政寺に赴いた。かくして、義昭は信長と合流し、擁立されることになった。
義昭の上洛への行動が本格化するなか、8月17日に三好長逸ら三好三人衆は近江に赴き、六角義賢と面会して「天下の儀」に関して話し合い、味方に引き入れた。だが、義昭を擁する信長や三好義継、畠山秋高らの陣営に比べると、明らかに劣勢であった。
9月2日、三好康長と三好盛政が松永久秀の牽制のため、河内から大和に入った。そして、9月4日には筒井順慶とともに東大寺に攻め込んだ。
9月7日、信長が義昭を奉じて、美濃岐阜を出発し、上洛戦を開始した。
9月12日、六角義賢は箕作城を、13日には居城の観音寺城を信長に落とされ、近江において瞬く間に敗れた。
そして、三好三人衆も畿内において信長に抗戦したが、その進撃を止めることができなかった。信長の先陣が摂津に侵攻すると、29日に長逸は芥川山城を退去した。長逸が退去したのち、30日に信長が芥川山城に入城し、義栄の在所である富田などを焼き払った。
この頃、義栄は腫物を患って病床にあり、篠原長房に勧められ、阿波で養生することになった。義栄の主力は長房の軍勢であったが、義栄がこうした状況では軍勢も士気が上がらず、長房は信長とは戦わずに兵力を温存する形で、阿波へと撤兵することにした。
10月1日、義栄は篠原長房や三好長治らとともに、阿波へと退いた。義栄は長治らに付き添われ、阿波の撫養に下向したが力尽き、同月にその地で死去した。また、9月の段階で、富田の普門寺において死去していたともいう。享年31。
いずれにせよ、没した月日に関しては諸説あり、9月13日・9月30日・10月1日・10月8日・10月20日、10月22日、と史料によって様々である。また、死去した場所も阿波の撫養、摂津富田の普門寺、淡路など諸説ある。
10月18日、義昭が朝廷から将軍宣下を受け、15代将軍に就任した。義栄の死去日については諸説あるため、義栄の将軍職は朝廷に解任されたのか、あるいは死去によって空席になっていたのかは不明である。
義栄の幕府の崩壊により、義栄の父・義維と弟・義助は阿波の平島に帰還した。また、義昭の幕府が成立したことにより、義栄派の公家は朝廷を追われた。武家伝奏の勧修寺晴右は蟄居を命じられ、高倉永相・永孝父子は大坂寺内町へ、水無瀬親氏は阿波へ下向を余儀なくされた。

## 義栄期の室町幕府

### 人事・組織
阿波国から摂津国に入った義栄の下には、堺公方を称した父の義維やその養父であった10代将軍・足利義稙に仕えた幕臣やその子孫が家臣として仕えていたが、義維・義栄の2代の御内書に付属された副状の発給者となっている畠山維広など、その数は限られており、人的基盤は脆弱なものであった。また、義維は当時、病気のため隠居していて発言力が皆無に等しく、義稙の父で大御所として権勢を揮った足利義視のような立場ではなかった。さらに、在京する幕臣の中には、永禄の変に対する反発や義栄への非協力的な動きがあり（特に行政実務を担う奉行衆にこの動きが強く、一部は義昭の生存を知って越前に向かう）、義栄が上洛できる環境にはなかったとする指摘もある。
そのため、義栄側は義輝に仕えていた幕臣の取り込みを図った。当時の在京の幕臣の所領の多くは三好氏の勢力圏にあった京都周辺に集中しており、所領の安堵と引換えに義栄の下に置こうとしたのである。この動きに応じたのは、大舘輝光や伊勢貞助、小笠原稙盛・秀清父子であった。
室町幕府後期の政所執事は代々伊勢氏が世襲していたが、永禄5年（1562年）に当時の政所執事・伊勢貞孝は失脚して討たれ、後任は義輝側近の摂津晴門になっていた。そこで、義栄側は、伊勢貞孝の孫である伊勢貞為の帰参を許して、伊勢氏宗家の再興を認めた。一方で、摂津晴門や御供衆の大舘晴忠は、越前国にいた義昭の下へ下向した。直前まで実務を行っていた奉行衆8名のうち、松田藤弘・中澤光俊の2名が義栄のために奉行人奉書を作成したことが確認されているが、残り6名は義昭と何らかのつながりを有していたことが確認できる。
義栄の幕府では、三好三人衆のひとり・三好長逸が御供衆に抜擢された。また、義栄の畿内での拠点である富田の普門寺は、もうひとりの三好三人衆・三好宗渭のかつての主君だった細川晴元を隠居させるために整備されたもので、晴元の嫡子・細川昭元は義栄の幕府で管領として遇された。
義栄は伊勢氏や大舘氏など武家故実をもって仕える層を取り込むことには成功したものの、諏方氏、飯尾氏、松田氏など相論の裁許や行政事務をもって仕える層の取り込みは一部しか成功せず、将軍就任後の幕府機構の再建に不安を残す形となった。それでも、父・義維の時とは違って現職の将軍が不在であり、対抗者である義昭の立場が弱かったことが義栄の将軍宣下に有利に働いたとみられている。
義栄の幕府は従来の将軍体制とは変わりなく、天文末年に三好長慶によって廃絶された管領・管領代（奉行人）を復活させた。管領には細川昭元、細川晴元の管領代であった飯尾為清、及びその息子と思われる為房を管領代に任用した。三好三人衆筆頭の三好長逸、故実に通じた大舘輝光、政所執事の伊勢一族、義維と苦楽を共にしてきた畠山維広、及びその息子の伊豆守・孫六郎兄弟、荒川氏らを中核とし、義栄の幕府は構成されていた。
義栄の幕府の組織体制は、伝統的権威を指向しつつ、従来の権威を踏襲したに過ぎなかった。また、一部の奉行人や御供衆が足利義昭に近侍していた事実から、組織自体が完全に一元化されていなかった。そのようななかで、義栄の幕府を強力に推進したのは、三好三人衆や篠原長房など阿波三好氏の重臣層であった。それゆえ、義栄の幕府は三好三人衆政権とも評されているものの、言い換えれば阿波国人衆によって初めて形成された中央政権でもあった。

### 業績
従来、義栄の事跡としては、朝廷や春日大社に対し、太刀や馬を献上したという話ぐらいしか知られておらず、義栄は三好三人衆と松永久秀による完全な傀儡将軍と考えられてきた。
だが、三人衆と久秀の対立後は三人衆側に擁されながらも、永禄10年（1567年）5月には石清水八幡宮の人事に介入して、朝廷と対立したりした。また、同月に発生した京都の住民と大徳寺の対立では、義栄が派遣した幕府奉行人である松田藤弘が、朝廷から派遣された勧修寺晴右とともに仲裁にあたっている。三人衆と久秀の対立は、結果的には彼らからの制約を受けなくなった義栄の発言力を高めたと考えられる。
また、義栄が伊予の河野通宣に対して下した御内書は、畿内に進出する篠原長房の背後の安全確保のためのものであった。このことから、義栄は決して「お飾り」ではなく、諸大名の動員や、自らを将軍に推す長房が安心して動けるように環境を整えようしたりするなど、自身の戦略も保持していたこともうかがえる。
一方で、将軍宣下の遅れや奉行衆の支持が得られなかったこと、主に支えるべき三好家中でも、三好義継と三好三人衆らの間で認識の差異があり、一枚岩になれなかったなどの影響は大きかった。自身の病気や在任期間も半年ほどと短かったことなども相まって、義栄の意向で出された奉行人奉書がわずか2通しか確認できず、義維か義栄か不明なものもあるので、この2通で正しいのかもよくわかっていない。そのため、義栄は将軍としての主体性を発揮できる状況にはなかったとみられている。

## 人物・評価

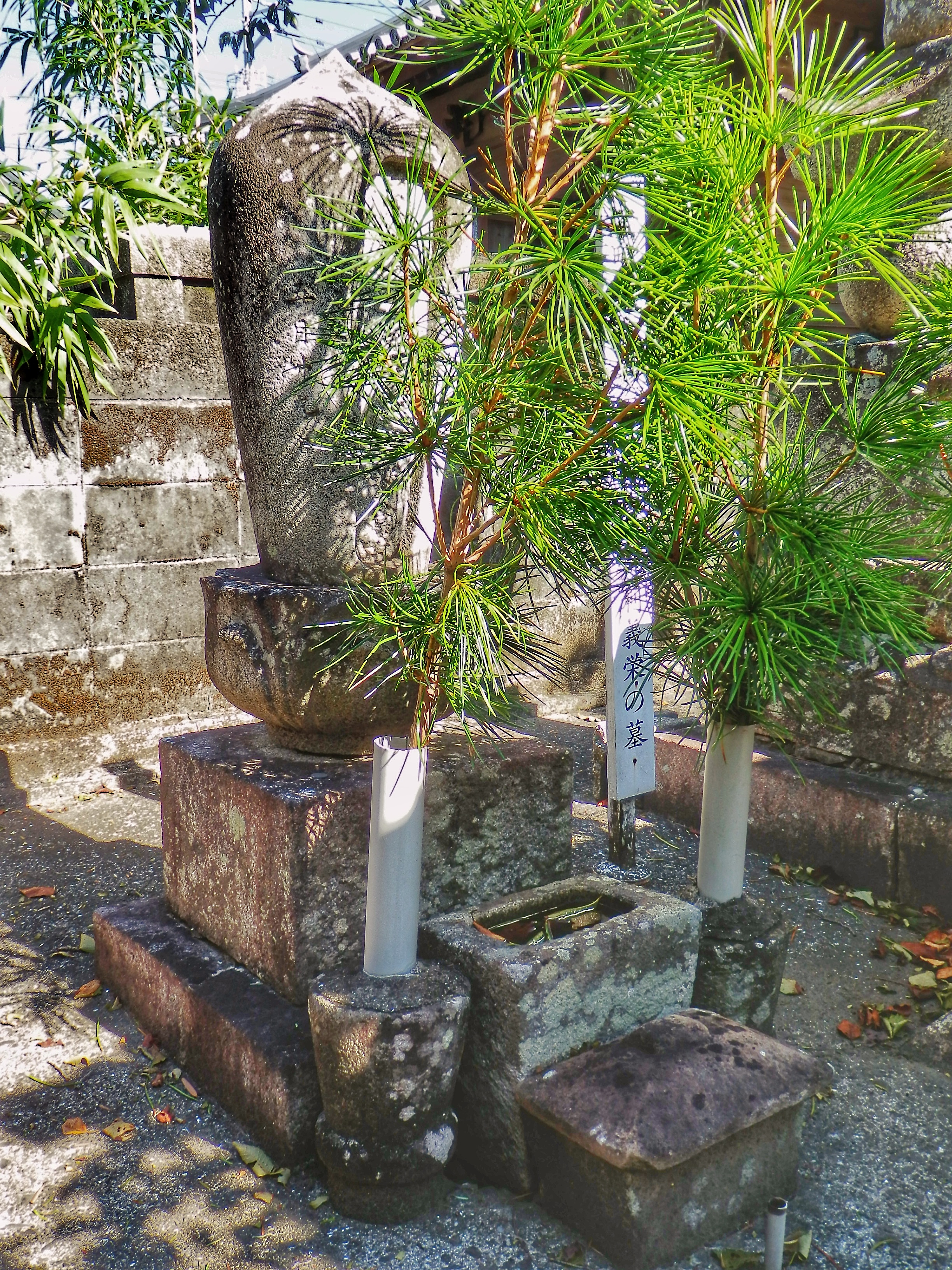
足利義栄墓（西光寺内）

- 義栄は戦国の幸運と不運を体現したような人物であった[66]。義栄は、三好長慶の病死、足利義輝の殺害、松永久秀の失脚、三好本宗家の混乱など、様々な要因が重なった結果、将軍として推戴されるに至った。もしこれらが無ければ、義栄は畿内の政治舞台に上がることなく、阿波で逼塞し、その人生を終えていたはずであった[60]。
- 義栄はもともと推戴される存在ではなかったが、自身を鼓舞し、事実上の将軍として振る舞った[60]。そして、様々な戦略を用いて、理想の幕府構築を目指し、対立候補の足利義昭より先に将軍に就任することができた[60]。だが、幕府の基盤は小さく不安定であり、また自身の病に勝つことができず、将軍の地位と幕府は半年ほどしか維持できなかった[60]。
- 天野忠幸は、義栄がもし病気にならなければ、松永久秀や畠山秋高を一掃した篠原長房と協力し、義昭を擁して上洛する織田信長に抵抗できた、と考察している[60]。事実、長房は元亀年間の争乱において、三好長逸とともに摂津・河内を奪還して山城・大和に侵攻したほか、信長と同盟していた毛利輝元の領国・備前にも侵攻するなど、積極的な軍事行動を展開している[66]。このように、長房の実力を見れば、義昭と信長の上洛は容易ではなかった可能性もある[60]。
- 室町幕府は初代・足利尊氏より本拠地を京都に置いていたが、幕府を支える勢力は明応の政変以来分裂しており、義栄は京都に一度も足を踏み入れることはなかった[注釈 5]。
- 阿南市立阿波公方・民俗資料館所蔵の『嶋公方・阿波公方譜』によると、義維の次代の阿波公方として記載がある。
- 偽書とされる『江源武鑑』においては、義栄の存在は全く無視されている。
- 義栄は阿波守護・細川氏之が殺害されたのち、大内氏との縁を頼り、父・義維とともに阿波から周防に下向し、永禄6年（1563年）に阿波に帰国したとされる[67][68]。だが、この周防への下向は事実ではなく、実際は阿波に逼塞していたと考えられている[67]。
- 永禄8年（1566年）11月以降、三好三人衆と松永久秀が権力抗争を開始すると、義栄は久秀討伐令を出した[69]。
- 松永久秀は、義栄を従弟の松永喜内を用いて暗殺しようとしたが撃退され、仕方ないので鴆毒を盛って毒殺を命じたと言うが、どうも毒を盛ったというのはさすがに嘘だろう、と『阿州将裔記』には記されている。

## 木像・墓所
- 足利氏の菩提寺である鑁阿寺には他の14人の将軍像とともに、大仏師朝運作とされる義栄の木像が現存し、栃木県指定有形文化財に指定されている[70]。それを模造した像が、阿南市立阿波公方・民俗資料館に所蔵、常設展示されている。同じように菩提寺であり、室町幕府歴代将軍の木像を安置している等持院では、足利義量と義栄の木像は存在しない。
- 墓所は徳島県阿南市の西光寺内に存在する。

## 官歴
※日付＝旧暦
- 永禄9年（1567年）12月28日、従五位下・左馬頭に叙す。
- 永禄10年（1567年）1月5日、消息宣下を受け、正式に叙任。義親から義栄に改名。
- 永禄11年（1568年）2月8日、征夷大将軍宣下。禁色賜り、昇殿を許される。

## 偏諱を受けた人物

### 公家
- 今小路栄冬

### 武家
- 一色栄範
- 畠山栄広

## 関連作品
- 大河ドラマ　麒麟がくる（NHK、2020年）演：一ノ瀬颯